# Nunnally Johnson

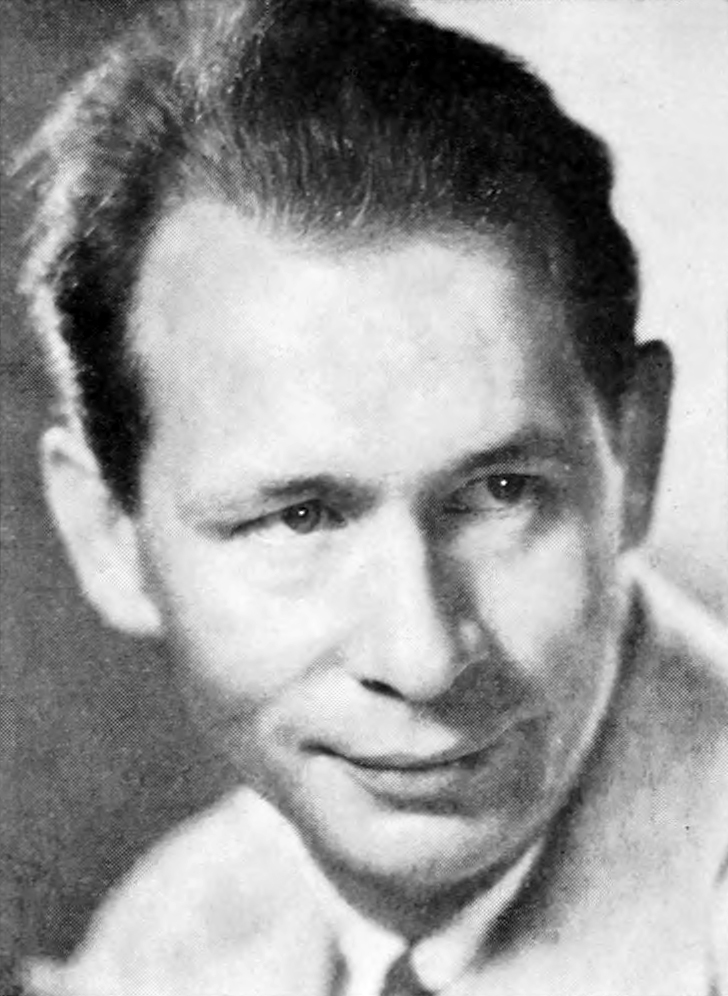
Nunnally Johnson (1939)

Nunnally Hunter Johnson (* 5. Dezember 1897 in Columbus, Georgia; † 25. März 1977 in Hollywood, Kalifornien) war ein US-amerikanischer Reporter, Drehbuchautor und Filmproduzent, der gelegentlich auch Regie geführt hat.

## Leben
Nunnally Johnson war in den 1920er Jahren Reporter der New York Post, bevor es ihn nach Hollywood zog. Dort gehörte er später mit Drehbüchern für Jesse James, Mann ohne Gesetz (1939), Früchte des Zorns (1940) oder Wie angelt man sich einen Millionär? (1953) zu den erfolgreichsten Drehbuchautoren. Er arbeitete dort mit namhaften Regisseuren wie John Ford, Fritz Lang, Robert Siodmak, Howard Hawks oder George Cukor zusammen. Bei einem Großteil der Filme, für die er das Drehbuch schrieb, war Johnson zudem Produzent. Bei acht Filmen führte er auch Regie, so etwa bei Eva mit den drei Gesichtern (1957).
1941 war er für sein Drehbuch zu Früchte des Zorns erstmals für den Oscar nominiert. eine zweite Oscar-Nominierung erhielt er 1944, dieses Mal für Holy Matrimony. 1960 wurde Johnson mit einem Stern auf dem Hollywood Walk of Fame geehrt. Im Jahr zuvor hatte ihn die Writers Guild of America mit dem Laurel Award for Screen Writing Achievement ausgezeichnet.
Johnson war dreimal verheiratet, zuletzt von 1939 bis zu seinem Tod im Jahr 1977 mit der Schauspielerin Dorris Bowdon, mit der er drei Kinder hatte. Seine Tochter Marjorie Fowler war Filmeditorin, sein Enkel Jack Johnson ist Schauspieler.

## Filmografie (Auswahl)
- 1933: Alles für das Kind (A Bedtime Story) – Regie: Norman Taurog – (B)
- 1934: Bulldog Drummond schlägt zurück (Bulldog Drummond Strikes Back) – Regie: Roy Del Ruth – (B)
- 1934: Die Rothschilds – (B)
- 1935: Der Mann, der die Bank von Monte Carlo sprengte (The Man Who Broke the Bank at Monte Carlo) – (P, B)
- 1935: Musik um Mitternacht (Thanks a Million) – (B)
- 1936: Sonnenmädel (Dimples) – (P)
- 1936: Der Gefangene der Haifischinsel (The Prisoner of Shark Island) – (B)
- 1939: Jesse James, Mann ohne Gesetz (Jesse James) – (B, P)
- 1940: Früchte des Zorns (The Grapes of Wrath) – (B)
- 1940: Der Tod des alten Zirkuslöwen (Chad Hanna) – Regie: Henry King – (P, B)
- 1941: Tabakstraße (Tobacco Road) – (B)
- 1942: The Pied Piper
- 1942: Roxie Hart – (B, P)
- 1943: Holy Matrimony – (B, P)
- 1944: So ein Papa (Casanova Brown) – (B, P)
- 1944: Schlüssel zum Himmelreich (The Keys of the Kingdom) – (B)
- 1944: Gefährliche Begegnung (The Woman in the Window) – (B, P)
- 1945: Der Vagabund von Texas (Along Came Jones) – (B)
- 1945: It’s in the Bag! – (P)
- 1946: Der schwarze Spiegel (The Dark Mirror) – (B, P)
- 1947: Der Senator war indiskret (The Senator Was Indiscreet) – Regie: George S. Kaufman – (P)
- 1948: Mr. Peabody und die Meerjungfrau (Mr. Peabody and the Mermaid) – Regie: Irving Pichel – (B, P)
- 1949: Wenn meine Frau das wüßte (Everybody Does It) – Regie: Edmund Goulding – (B, P)
- 1950: Drei kehrten heim (Three Came Home) – (B, P)
- 1950: Der Scharfschütze (The Gunfighter) – (P)
- 1950: Der Dreckspatz und die Königin (The Mudlark) (B, P)
- 1951: Rommel, der Wüstenfuchs (The Desert Fox: The Story of Rommel) – (B, P)
- 1952: Fünf Perlen (O. Henry’s Full House) – (B, 4. Episode)
- 1952: Wir sind gar nicht verheiratet (We’re Not Married) – (B, P)
- 1952: Ein Fremder ruft an (Phone Call from a Stranger) – (B)
- 1952: Meine Cousine Rachel (My Cousin Rachel) – (B, P)
- 1953: Wie angelt man sich einen Millionär? (How to Marry a Millionaire) – (B, P)
- 1954: Zeugin des Mordes (Witness to Murder) – Regie: Roy Rowland – (B)
- 1954: Das unsichtbare Netz (Night People) – (R, B, P)
- 1954: Die Spinne (Black Widow) – (R, P, B)
- 1956: Der Mann im grauen Flanell (The Man in the Gray Flannel Suit) – (R, B)
- 1957: Rächer der Enterbten (The True Story of Jesse James) – Regie: Nicholas Ray – (B, allerdings frühe Version)
- 1957: Eva mit den drei Gesichtern (The Three Faces of Eve) – (R, P, B)
- 1959: Über den Gassen von Nizza (The Man Who Understood Women) – (R, B, P)
- 1960: Glut (The Angel Wore Red) – (R, B)
- 1960: Flammender Stern (Flaming Star) – (B)
- 1962: Mr. Hobbs macht Ferien (Mr. Hobbs Takes a Vacation) – (B)
- 1962: Something’s Got to Give – (B)
- 1963: In Liebe eine 1 (Take Her, She’s Mine) – (B)
- 1964: Henrys Liebesleben (The World of Henry Orient) – (B)
- 1965: Geliebte Brigitte (Dear Brigitte)  – (B, nicht genannt)
- 1967: Das dreckige Dutzend (The Dirty Dozen) – (B)
- 1984: Im Spiegel des Todes (Dark Mirror) – Regie: Richard Lang (TV-Neuverfilmung; siehe: 1946)